# Jackson's Arm
Jackson's Arm es un pueblo canadiense situado en la provincia de Terranova y Labrador.

## Superficie
Jackson's Arm tiene una superficie de 7,07 km².

## Demografía
En 2021, tenía 277 habitantes, una densidad poblacional de 39,2 hab./km², y 169 viviendas.